# پاتاناپورام
پاتاناپورام (به انگلیسی: Pathanapuram) یک منطقهٔ مسکونی در هند است که در بخش کولام واقع شده‌است. پاتاناپورام ۲۴٫۲۰ کیلومتر مربع مساحت و ۴۳۲٬۹۰۴ نفر جمعیت دارد.